# Зоряний патруль: Легенда про Оріна
Зоряний патруль: Легенда про Оріна (англ. Starchaser: The Legend of Orin) — повнометражний фантастичний  мультиплікаційний фільм виробництва США і  Південної Кореї. Один з перших мультфільмів, випущених в форматі 3D.

## Сюжет
Дія мультфільму починається в підземному світі, званому «Світом Шахти» («Mineworld»), жителі якого ніколи не бачили сонячного світла і навіть не вірять в його існування. Під наглядом жорстоких наглядачів-роботів вони повинні постійно рити землю, добуваючи кристали рубідіміта І вони прийняли в обмін на них жалюгідні порції їжі.
Одного разу один з них — молодий хлопець на ім'я Орін — знаходить в купі каменів меч, з якого з'являється привид сивої людини. Привид розповідає Оріну і іншим людям про існування величезного світу нагорі, після чого зникає, а разом з ним зникає і лезо меча. Люди починають сперечатися — деякі вимагають віднести залишене від меча руків'я Зайгону, повелителю Світу Шахти, нагадуючи про саму священну заповідь: "Не копай вгору. Верх це Пекло ". Орін же хоче перевірити слова примари, для чого вони разом з подругою Елан вирішують втекти. По дорозі вони натикаються на Зайгона, він вбиває Елан, а Орін виявляється засипаний камінням. Вибираючись з-під каменів, Орін виходить на поверхню і в перший раз у своєму житті бачить небо і зірки. Вони настільки вражають його, що він вирішує звільнити свій народ від рабства Зайгона.
У новому для себе світі, Орін потрапляє в полон людини-дроїда («mandroids»), який хоче розрізати його на частини, щоб поповнити запас власних частин тіла. Від нього він рятується завдяки руків'ю меча, у якому раптово з'являється примарне лезо і завдяки допомозі космічного пірата і контрабандиста Дегга Дібров. У свою чергу, Орін рятує Дегга від болотного чудовиська і той погоджується взяти його до себе на корабель. Корабель Дегга, який має назву Старчейзер, керується комп'ютерним розумом на ім'я Артур. Дегг нападає на рубідімітову фабрику, наповнює трюм корабля кристалами, але стикається з загоном Зайгона, і змушений відбиватися. Йому це вдається завдяки допомозі Оріна, у руків'ї меча якого знову з'являється примарне лезо.
Зайгон розуміє, що тепер Орін — його ворог № 1, адже колись у минулому це руків'я меча вже принесло йому багато проблем.

## Акторський склад
- Джо Колліган в ролі Оріна
- Кармен Аргенціано - Дагг Дібрімі
- Ентоні Де Лонгіс в ролі лорда Зайгона
- Ноель Норт в ролі Елана та Авіани
- Тайк Каравеллі в ролі Кремнезему
- Лес Тремейн - Артур, людина-дроїд №1 та контрабандист №1
- Деріл Бартлі в ролі Келлі
- Тіна Романус - тітка Белла та ворожка
- Томас Х. Воткінс - Міззо, людина-дроїд №2 та контрабандист №2
- Міккі Мортон - мінник, людина-дроїд №3 та тактичні роботи
- Джон Мосчітта-молодший - З'Горк та Реймо
- Кен Сансом у ролі Магреба та майора Тагані
- Мона Маршалл у ролі Зоряної мухи
- Герб Віґран - дідусь Попса/Елана

### Побічні та фонові голоси
- Кеті Кавадіні
- Мерилін Шреффлер
- Сьюзан Сайло
- Майкл Вінслоу